# МастерШеф Дети (Украина)
«МастерШеф Дети» (укр. МастерШеф Дiти) — украинская адаптация английского формата Junior MasterChef, кулинарное шоу в котором участвуют дети от 8 до 12 лет. Ведущими и судьями являются Эктор Хименес Браво, Дмитрий Горовенко и Татьяна Литвинова. Первый выпуск вышел в феврале 2016 года на украинском телеканале «СТБ». Адаптированные шоу выходят в Австралии, Бельгии, Бразилии, Чили, Финляндии, Франции, Греции, Индии, Индонезии, Израиле, Италии, Мексике, Нидерландах, Филиппинах, Польше, Португалии, России, Испании, США, Швеции, Тайване, Таиланде, и Вьетнаме.

## Формат
Детский МастерШеф основан на американской версии MasterChef Junior. Конкурсы проходят в здании, стилизованном под склад, который включает в себя кухню с тумбами, плитами и всем необходимым оборудованием, за которыми соревнуются участники. А также балкон, кладовую с продуктами, холодильную часть и ресторан, используемый для различных конкурсов.
Кастинги участников проходят во всех крупных городах Украины, таких как Киев, Харьков, Днепр, Одесса и Львов. Во время закрытых кастингов, на которых у участника берут интервью и смотрят уже приготовленное в домашних условиях блюдо, отбирается 100 лучших поваров, которые проходят в телевизионную версию кастингов. В битве за 20-ку участнику нужно приготовить свое фирменное блюдо и преподнести его для тройки судей, за ограниченное количество времени. После, тройка судей пробует блюдо, и голосует «да» или «нет». В отличие от взрослой версии реалити-шоу, участники после первого же кастинга попадают сразу в 20-ку.
Конкурсы в 20-ке делятся на индивидуальные, командные и командно-выездные. После 3 конкурсов, определяется некоторое количество участников, которые справились с заданиями хуже всех и получили черные фартуки. Последний, 4 конкурс заключается в борьбе черных фартуков за то, чтобы остаться на проекте. Обычно, после каждого выпуска шоу покидает 1 участник, но бывают случаи, когда таких будет 2 или ни одного. Исключение составил 1 выпуск 2 сезона, где за 1 выпуск шоу покинули 3 человека.

### Съемки
Все съемки, кроме выездных, проходят в пригороде Киева, городе Бровары. Один сезон снимается от 4 до 5 месяцев. Начальные этапы снимают в конце ноября, после декабря берется пауза в съемках. Сам финал снимается в марте.

## Судьи
| Члены жюри          | Сезон | Сезон |
| Члены жюри          | 1     | 2     |
| ------------------- | ----- | ----- |
| Эктор Хименес-Браво |       |       |
| Николай Тищенко     |       |       |
| Татьяна Литвинова   |       |       |
| Дмитрий Горовенко   |       |       |

### Бывшиесудьи
- Эктор Хименес-Браво — канадский шеф-повар колумбийского происхождения, бизнесмен, телеведущий.
- Татьяна Литвинова — телеведущая, кулинарный эксперт.[2]
- Дмитрий Горовенко — шеф-повар.[3]
- Николай Тищенко — ресторатор, президент группы компаний «Наша Карта», телеведущий[4]. Народный депутат Украины IX созыва по округу 219 (г. Киев)

## Обзор сезонов
| Сезон | Период трансляции               | Победитель            | Финалисты                                | Участники | Количество участников |
| ----- | ------------------------------- | --------------------- | ---------------------------------------- | --- | --------------------- |
| 1     | С 3 февраля 2016 по 25 мая 2016 | Антон Булдаков-Алюшин | Владимир Мотричук, Александр Дияманштейн | Катя Сливинская, Данила Кива, Владислава Христенко, София Дедкова, Настя Вороная, Вика Сулима, Саша Козырь, Катерина Дашевская, Николь Ронки, Никита Летинский, Вова Морозюк, Ваня Тамашев, Екатерина Ильяшик, Иван Задворный, Никита Милевский-Чиркашвили, Исаак Величко, Денис Семотюк.          | 20                    |
| 2     | с 31 января 2017 по 30 мая 2017 | Марина Литвиненко     | Виктория Подлепенская, Мария Сирота      | Давид Митько, Илья Васютинский, Даша Марфина, Денис Таран, Ксения Слободская, София Шидлик, Илана Резник, Максим Ганага, Дарья Гудым, Ева Филиппенко, Катя Журавлёва, Даша Луценко, Вова Гойчук, Александра Чумак, Иван Вишнивецкий, Денис Шаповал, Максим Черевко, Ева Брайловская, Тарас Панюта. | 22                    |

### 1 сезон
Первый сезон вышел в начале 2016 года. Победителем первого сезона стал Антон Булдаков. Сезон попал в топ-5 запросов украинцев в поисковой системе Google за 2016 год.
| МастерШеф. Дети — 1 сезон       | МастерШеф. Дети — 1 сезон | МастерШеф. Дети — 1 сезон | МастерШеф. Дети — 1 сезон | МастерШеф. Дети — 1 сезон | МастерШеф. Дети — 1 сезон | МастерШеф. Дети — 1 сезон | МастерШеф. Дети — 1 сезон | МастерШеф. Дети — 1 сезон | МастерШеф. Дети — 1 сезон | МастерШеф. Дети — 1 сезон | МастерШеф. Дети — 1 сезон | МастерШеф. Дети — 1 сезон | МастерШеф. Дети — 1 сезон | МастерШеф. Дети — 1 сезон | МастерШеф. Дети — 1 сезон | МастерШеф. Дети — 1 сезон |
|                                 | 2                         | 3                         | 4                         | 5                         | 6                         | 7                         | 8                         | 9                         | 10                        | 11                        | 12                        | 13                        | 14                        | 15                        | 16                        | 17                        |
| ------------------------------- | ------------------------- | ------------------------- | ------------------------- | ------------------------- | ------------------------- | ------------------------- | ------------------------- | ------------------------- | ------------------------- | ------------------------- | ------------------------- | ------------------------- | ------------------------- | ------------------------- | ------------------------- | ------------------------- |
| Антон Булдаков-Алюшин           | Проход                    | Проход                    | Проход                    | ЧФ                        | Проход                    | ЧФ                        | Лучший                    | Проход                    | Проход                    | Проход                    | Проход                    | Проход                    | Проход                    | Проход                    | Проход                    | Победа                    |
| Владимир Мотричук «Циля»        | Проход                    | Лучший                    | ЧФ                        | Лучший                    | ЧФ                        | Проход                    | ЧФ                        | Лучший                    | Проход                    | Лучший                    | Проход                    | ЧФ                        | Проход                    | ЧФ                        | Проход                    | Финал                     |
| Александр Дияманштейн «Зефирка» | Лучший                    | Проход                    | Проход                    | Лучший                    | ЧФ                        | ЧФ                        | ЧФ                        | Проход                    | ЧФ                        | Проход                    | Проход                    | Проход                    | ЧФ                        | Проход                    | Проход                    | Финал                     |
| Катя Сливинская                 | Проход                    | Проход                    | Проход                    | Лучший                    | Проход                    | Проход                    | ЧФ                        | Проход                    | Проход                    | Проход                    | Проход                    | Проход                    | Проход                    | Лучший                    | 4 место                   |                           |
| Данила Кива                     | Проход                    | Проход                    | Лучший                    | ЧФ                        | Лучший                    | ЧФ                        | ЧФ                        | ЧФ                        | ЧФ                        | ЧФ                        | ЧФ                        | ЧФ                        | Проход                    | ЧФ                        | 5 место                   |                           |
| Владислава Христенко            | Проход                    | Проход                    | Проход                    | ЧФ                        | ЧФ                        | Лучший                    | Проход                    | ЧФ                        | ЧФ                        | Проход                    | Лучший                    | ЧФ                        | ЧФ                        | Проход                    | 6 место                   |                           |
| Настя Вороная                   | Проход                    | ЧФ                        | Проход                    | ЧФ                        | Проход                    | ЧФ                        | Лучший                    | Проход                    | Проход                    | Проход                    | Лучший                    | Проход                    | Проход                    | Выбыл                     | 7-8 место                 | 7-8 место                 |
| Соня Дедкова                    | Проход                    | Проход                    | Проход                    | Проход                    | Проход                    | Лучший                    | Лучший                    | Лучший                    | ЧФ                        | Лучший                    | Проход                    | Лучший                    | Лучший                    | Выбыл                     | 7-8 место                 | 7-8 место                 |
| Вика Сулима «Белочка»           | ЧФ                        | Проход                    | Проход                    | Проход                    | Лучший                    | ЧФ                        | Проход                    | ЧФ                        | Проход                    | ЧФ                        | ЧФ                        | Проход                    | Выбыл                     | 9 место                   | 9 место                   | 9 место                   |
| Саша Козырь «Батя»              | ЧФ                        | Проход                    | Проход                    | Проход                    | Проход                    | ЧФ                        | Проход                    | Проход                    | Проход                    | Проход                    | Проход                    | Выбыл                     | 10 место                  | 10 место                  | 10 место                  | 10 место                  |
| Катерина Дашевская              | Проход                    | Лучший                    | ЧФ                        | Проход                    | Проход                    | Проход                    | ЧФ                        | Проход                    | Проход                    | ЧФ                        | Выбыл                     | 11 место                  | 11 место                  | 11 место                  | 11 место                  | 11 место                  |
| Николь Ронки                    | Проход                    | Проход                    | ЧФ                        | Лучший                    | ЧФ                        | Проход                    | Проход                    | Проход                    | Лучший                    | Выбыл                     | 12 место                  | 12 место                  | 12 место                  | 12 место                  | 12 место                  | 12 место                  |
| Никита Летинский «Одесса»       | ЧФ                        | ЧФ                        | Проход                    | ЧФ                        | Проход                    | Проход                    | Проход                    | Выбыл                     | 13 место                  | 13 место                  | 13 место                  | 13 место                  | 13 место                  | 13 место                  | 13 место                  | 13 место                  |
| Вова Морозюк                    | Проход                    | Проход                    | Проход                    | Проход                    | Лучший                    | ЧФ                        | Выбыл                     | 14 место                  | 14 место                  | 14 место                  | 14 место                  | 14 место                  | 14 место                  | 14 место                  | 14 место                  | 14 место                  |
| Ваня Тамашев                    | Проход                    | Проход                    | Проход                    | ЧФ                        | Выбыл                     | 15 место                  | 15 место                  | 15 место                  | 15 место                  | 15 место                  | 15 место                  | 15 место                  | 15 место                  | 15 место                  | 15 место                  | 15 место                  |
| Екатерина Ильяшик               | Проход                    | Проход                    | Выбыл                     | 16 место                  | 16 место                  | 16 место                  | 16 место                  | 16 место                  | 16 место                  | 16 место                  | 16 место                  | 16 место                  | 16 место                  | 16 место                  | 16 место                  | 16 место                  |
| Иван Задворный                  | ЧФ                        | Выбыл                     | 17-18 место               | 17-18 место               | 17-18 место               | 17-18 место               | 17-18 место               | 17-18 место               | 17-18 место               | 17-18 место               | 17-18 место               | 17-18 место               | 17-18 место               | 17-18 место               | 17-18 место               | 17-18 место               |
| Никита Милевский                | ЧФ                        | Выбыл                     | 17-18 место               | 17-18 место               | 17-18 место               | 17-18 место               | 17-18 место               | 17-18 место               | 17-18 место               | 17-18 место               | 17-18 место               | 17-18 место               | 17-18 место               | 17-18 место               | 17-18 место               | 17-18 место               |
| Денис Семотюк                   | Выбыл                     | 19-20 место               | 19-20 место               | 19-20 место               | 19-20 место               | 19-20 место               | 19-20 место               | 19-20 место               | 19-20 место               | 19-20 место               | 19-20 место               | 19-20 место               | 19-20 место               | 19-20 место               | 19-20 место               | 19-20 место               |
| Исаак Величко «Изя»             | Выбыл                     | 19-20 место               | 19-20 место               | 19-20 место               | 19-20 место               | 19-20 место               | 19-20 место               | 19-20 место               | 19-20 место               | 19-20 место               | 19-20 место               | 19-20 место               | 19-20 место               | 19-20 место               | 19-20 место               | 19-20 место               |

Определение цветов
     Участник победил.
     Участник признан лучшим в одном из одиночных конкурсов.
     Команда участника победила в командном конкурсе.
     Участник признан лучшим в одном из одиночных конкурсов и его команда победила в командном конкурсе.
     Команда участника победила в командном конкурсе, но до/после этого он получил чёрный фартук.
     Участник признан лучшим в одном из конкурсов, но получил чёрный фартук.
     Участник получил чёрный фартук, но потом вернул белый, победив в одном из конкурсов.
     Участник получил чёрный фартук, но не выбыл.
     Участник признан лучшим в одном из конкурсов, но получил чёрный фартук и выбыл.
     Участник выбыл из проекта.
     Участник возвращен на проект.

### 2 сезон
Второй сезон детской версии МастерШеф вышел на экраны 31 января 2017 года. Примечательным стала замена одного из судей реалити-шоу, на место ушедшего по личным обстоятельствам Николая Тищенко пришел шеф-повар Дмитрий Горовенко. В 35 выпуске был объявлен победитель 2 сезона и им стала 13-летняя Марина Литвиненко из города Запорожье. Второй сезон вошел в топ-15 лучших телепередач осенне-весеннего телесезона по версии Комсомольской правды в Украине.
| МастерШеф. Дети — 2 сезон | МастерШеф. Дети — 2 сезон | МастерШеф. Дети — 2 сезон | МастерШеф. Дети — 2 сезон | МастерШеф. Дети — 2 сезон | МастерШеф. Дети — 2 сезон | МастерШеф. Дети — 2 сезон | МастерШеф. Дети — 2 сезон | МастерШеф. Дети — 2 сезон | МастерШеф. Дети — 2 сезон | МастерШеф. Дети — 2 сезон | МастерШеф. Дети — 2 сезон | МастерШеф. Дети — 2 сезон | МастерШеф. Дети — 2 сезон | МастерШеф. Дети — 2 сезон | МастерШеф. Дети — 2 сезон | МастерШеф. Дети — 2 сезон | МастерШеф. Дети — 2 сезон | МастерШеф. Дети — 2 сезон |         |
|                           | 3-4                       | 5-6                       | 7-8                       | 9-10                      | 11-12                     | 13-14                     | 15-16                     | 17-18                     | 19-20                     | 21-22                     | 23-24                     | 25-26                     | 27-28                     | 29-30                     | 31-32                     | 33-34                     | 35                        |                           |         |
| ------------------------- | ------------------------- | ------------------------- | ------------------------- | ------------------------- | ------------------------- | ------------------------- | ------------------------- | ------------------------- | ------------------------- | ------------------------- | ------------------------- | ------------------------- | ------------------------- | ------------------------- | ------------------------- | ------------------------- | ------------------------- | ------------------------- | ------- |
| Марина Литвиненко         | Проход                    | Лучший                    | Проход                    | Лучший                    | ЧФ                        | Проход                    | Лучший                    | Лучший                    | Проход                    | Лучший                    | Проход                    | Лучший                    | ЧФ                        | Лучший                    | ЧФ                        | Проход                    | Победа                    |                           |         |
| Вика Подлепенская         | Лучший                    | Лучший                    | ЧФ                        | Проход                    | Проход                    | ЧФ                        | Проход                    | ЧФ                        | Лучший                    | Лучший                    | Лучший                    | Лучший                    | Лучший                    | Лучший                    | Проход                    | Лучший                    | Финал                     |                           |         |
| Мария Сирота              | Проход                    | ЧФ                        | Проход                    | ЧФ                        | Лучший                    | Проход                    | Проход                    | ЧФ                        | Проход                    | Лучший                    | ЧФ                        | Лучший                    | Проход                    | ЧФ                        | ЧФ                        | Проход                    | Финал                     |                           |         |
| Давид Митько              | Проход                    | Проход                    | Проход                    | Лучший                    | Лучший                    | Проход                    | Проход                    | Проход                    | Лучший                    | ЧФ                        | Проход                    | ЧФ                        | ЧФ                        | Проход                    | Лучший                    | Выбыл                     | 4 место                   | 4 место                   | 4 место |
| Илья Васютинский          | Проход                    | Проход                    | Проход                    | Проход                    | Лучший                    | ЧФ                        | ЧФ                        | Лучший                    | Проход                    | ЧФ                        | ЧФ                        | ЧФ                        | ЧФ                        | ЧФ                        | Лучший                    | Выбыл                     | 5 место                   | 5 место                   | 5 место |
| Даша Марфина              | Лучший                    | ЧФ                        | ЧФ                        | ЧФ                        | Проход                    | Проход                    | Лучший                    | Проход                    | Лучший                    | ЧФ                        | ЧФ                        | ЧФ                        | ЧФ                        | ЧФ                        | Лучший                    | Выбыл                     | 6 место                   | 6 место                   | 6 место |
| Денис Таран               | ЧФ                        | Лучший                    | Проход                    | Проход                    | ЧФ                        | ЧФ                        | Проход                    | ЧФ                        | ЧФ                        | Проход                    | Проход                    | Лучший                    | ЧФ                        | Лучший                    | Выбыл                     | 7 место                   | 7 место                   | 7 место                   |         |
| Ксюша Слободская          | Проход                    | Проход                    | ЧФ                        | Проход                    | Проход                    | Лучший                    | Проход                    | Проход                    | Лучший                    | Лучший                    | ЧФ                        | ЧФ                        | ЧФ                        | Выбыл                     | 8 место                   | 8 место                   | 8 место                   |                           |         |
| София Шидлик              | ЧФ                        | Лучший                    | Лучший                    | Проход                    | ЧФ                        | Проход                    | Проход                    | ЧФ                        | Лучший                    | ЧФ                        | Лучший                    | ЧФ                        | Выбыл                     | 9 место                   | 9 место                   | 9 место                   | 9 место                   |                           |         |
| Илана Резник              | Проход                    | Проход                    | Проход                    | Проход                    | Проход                    | Проход                    | ЧФ                        | Лучший                    | ЧФ                        | Проход                    | Выбыл                     | 10 место                  | 10 место                  | 10 место                  | 10 место                  | 10 место                  | 10 место                  |                           |         |
| Максим Ганага             | Проход                    | Проход                    | Проход                    | Проход                    | ЧФ                        | ЧФ                        | Лучший                    | Проход                    | Выбыл                     | 11 место                  | 11 место                  | 11 место                  | 11 место                  | 11 место                  | 11 место                  | 11 место                  | 11 место                  |                           |         |
| Даша Гудым                | Проход                    | ЧФ                        | Лучший                    | Проход                    | Проход                    | Проход                    | Проход                    | Выбыл                     | 12-13 место               | 12-13 место               | 12-13 место               | 12-13 место               | 12-13 место               | 12-13 место               | 12-13 место               | 12-13 место               | 12-13 место               |                           |         |
| Ева Филиппенко            | Проход                    | Проход                    | Проход                    | ЧФ                        | Проход                    | Проход                    | ЧФ                        | Выбыл                     | 12-13 место               | 12-13 место               | 12-13 место               | 12-13 место               | 12-13 место               | 12-13 место               | 12-13 место               | 12-13 место               | 12-13 место               |                           |         |
| Катя Журавлёва            | Проход                    | ЧФ                        | Проход                    | Проход                    | ЧФ                        | Проход                    | Выбыл                     | 14-15 место               | 14-15 место               | 14-15 место               | 14-15 место               | 14-15 место               | 14-15 место               | 14-15 место               | 14-15 место               | 14-15 место               | 14-15 место               |                           |         |
| Даша Луценко              | Проход                    | Проход                    | Проход                    | Проход                    | Проход                    | Проход                    | Выбыл                     | 14-15 место               | 14-15 место               | 14-15 место               | 14-15 место               | 14-15 место               | 14-15 место               | 14-15 место               | 14-15 место               | 14-15 место               | 14-15 место               |                           |         |
| Вова Гойчук               | Проход                    | ЧФ                        | Проход                    | Проход                    | Выбыл                     | 16 место                  | 16 место                  | 16 место                  | 16 место                  | 16 место                  | 16 место                  | 16 место                  | 16 место                  | 16 место                  | 16 место                  | 16 место                  | 16 место                  |                           |         |
| Саша Чумак                | Проход                    | Проход                    | Выбыл                     | 17-18 место               | 17-18 место               | 17-18 место               | 17-18 место               | 17-18 место               | 17-18 место               | 17-18 место               | 17-18 место               | 17-18 место               | 17-18 место               | 17-18 место               | 17-18 место               | 17-18 место               | 17-18 место               |                           |         |
| Ваня Вишневецкий          | Проход                    | ЧФ                        | Выбыл                     | 17-18 место               | 17-18 место               | 17-18 место               | 17-18 место               | 17-18 место               | 17-18 место               | 17-18 место               | 17-18 место               | 17-18 место               | 17-18 место               | 17-18 место               | 17-18 место               | 17-18 место               | 17-18 место               |                           |         |
| Денис Шаповал             | Проход                    | Выбыл                     | 19 место                  | 19 место                  | 19 место                  | 19 место                  | 19 место                  | 19 место                  | 19 место                  | 19 место                  | 19 место                  | 19 место                  | 19 место                  | 19 место                  | 19 место                  | 19 место                  | 19 место                  |                           |         |
| Максим Черевко            | Выбыл                     | 20-21 место               | 20-21 место               | 20-21 место               | 20-21 место               | 20-21 место               | 20-21 место               | 20-21 место               | 20-21 место               | 20-21 место               | 20-21 место               | 20-21 место               | 20-21 место               | 20-21 место               | 20-21 место               | 20-21 место               | 20-21 место               |                           |         |
| Ева Брайловская           | Выбыл                     | 20-21 место               | 20-21 место               | 20-21 место               | 20-21 место               | 20-21 место               | 20-21 место               | 20-21 место               | 20-21 место               | 20-21 место               | 20-21 место               | 20-21 место               | 20-21 место               | 20-21 место               | 20-21 место               | 20-21 место               | 20-21 место               |                           |         |
| Тарас Панюта              | Выбыл                     |                           |                           |                           |                           |                           |                           |                           |                           |                           |                           |                           |                           |                           |                           |                           |                           |                           |         |

Определение цветов
     Участник победил.
     Участник признан лучшим в одном из одиночных конкурсов.
     Команда участника победила в командном конкурсе.
     Участник признан лучшим в одном из одиночных конкурсов и его команда победила в командном конкурсе.
     Команда участника победила в командном конкурсе, но до/после этого он получил чёрный фартук.
     Команда участника победила в командном конкурсе, но после этого он получил чёрный фартук, но вернул белый, победив в одном из конкурсов.
     Команда участника приготовила лучшее блюдо в командном конкурсе.
     Участник получил чёрный фартук, но потом вернул белый, победив в одном из конкурсов.
     Участник получил чёрный фартук, но потом вернул белый, победив в одном из конкурсов, затем снова получил чёрный фартук
     Участник получил чёрный фартук, но не покинул проект.
     Участник покинул проект.
     Команда участника победила в командном конкурсе, но до/после этого он получил чёрный фартук и выбыл.